# British Critic
Le British Critic: A New Review était une publication trimestrielle britannique créée en 1793 en réaction contre la Révolution française ; elle était de tendance conservatrice ainsi que High Church. Il fut également l'organe du mouvement d'Oxford.